# Биденкопф
Биденкопф (њем. Biedenkopf) град је у њемачкој савезној држави Хесен. Једно је од 22 општинска средишта округа Марбург-Биденкопф. Према процјени из 2010. у граду је живјело 13.361 становника. Посједује регионалну шифру (AGS) 6534004.

## Географски и демографски подаци
Биденкопф се налази у савезној држави Хесен у округу Марбург-Биденкопф. Град се налази на надморској висини од 261-674 метра. Површина општине износи 90,3 km².

## Становништво
У самом граду је, према процјени из 2010. године, живјело 13.361 становника. Просјечна густина становништва износи 148 становника/km².

## Међународна сарадња
| Мјесто             | Држава    | Врста сарадње | Од    |
| ------------------ | --------- | ------------- | ----- |
| Коголето           | Италија   | партнерство   | 1961. |
| Кечкед             | Мађарска  | контакт       | 2000. |
|                    | Француска | партнерство   | 1960. |
| Вепион сир Мез     | Белгија   | партнерство   | 1974. |
| Остдојнкерке ан Зе | Белгија   | партнерство   | 1966. |
| Извор              |           |               |       |